# Golfo do Barém

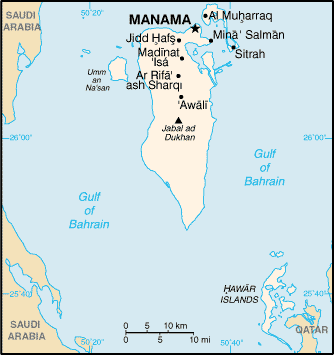
Localização do Golfo do Barém

O golfo do Barém ou golfo do Bahrein é uma pequena baía do golfo Pérsico na costa leste da Arábia Saudita, e do qual está separada pela península do Catar. Rodeia as ilhas que compõem o Barém.